# Jokipolvi
Jokipolvi är en ö i Finland.   Den ligger i den ekonomiska regionen  Järviseutu ekonomiska region  och landskapet Södra Österbotten, i den centrala delen av landet, 300 km norr om huvudstaden Helsingfors.